# Маседу-ду-Мату
Маседу-ду-Мату (порт. Macedo do Mato) — район (фрегезия) в Португалии, входит в округ Браганса. Является составной частью муниципалитета Браганса. По старому административному делению входил в провинцию Траз-уж-Монтиш и Алту-Дору. Входит в экономико-статистический субрегион Алту-Траз-уш-Монтеш, который входит в Северный регион. Население составляет 296 человек на 2001 год. Занимает площадь 15,45 км².
Одна из составныйх частей является Сендин(Миранда-ду-Дору)
Покровителем района считается Дева Мария (порт. Nossa Senhora da Purificação).